# Handgerät
Die Handgeräte der Rhythmischen Sportgymnastik sind Seil, Reifen, Ball, Keulen und Band.
Die Geräte stellen unterschiedliche Herausforderungen an ihre Benutzer. Das Band zum Beispiel kann sich leicht verknoten, der Ball wegrollen oder die Keulen aus der Hand fallen. Jede Einzelübung wird mit einem der Handgeräte ausgeführt, bei Gruppenübungen können zwei, höchstens drei Geräte verwendet werden. Dabei wird unter anderem bewertet, wie gut die Gymnastik Ausübenden mit dem Gerät umgehen können.

## Ball

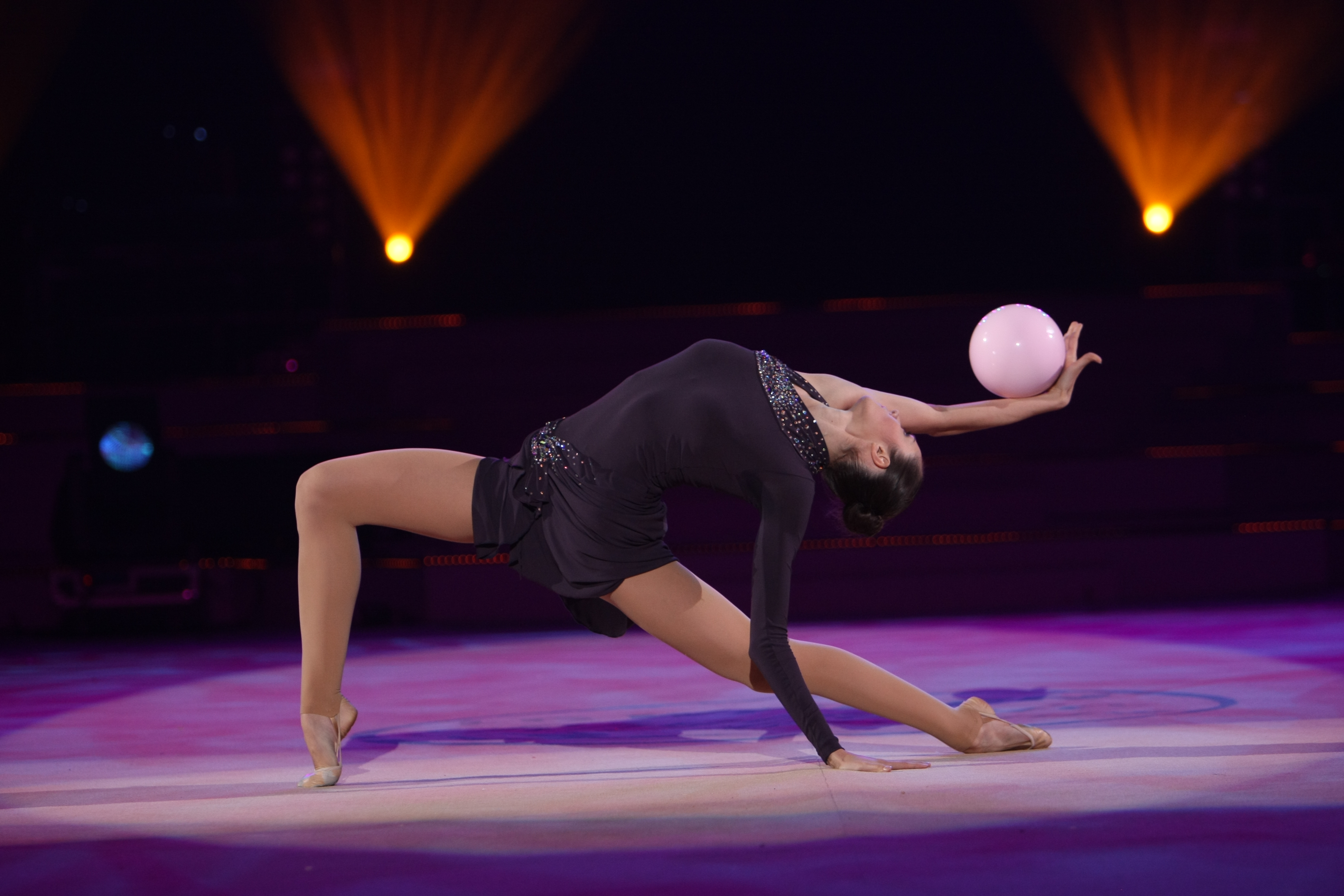
Anna Bessonova mit dem Ball

MaterialGummi oder synthetisches Material (unter der Bedingung, dass dieses Material die gleiche Elastizität besitzt wie Gummi)
Durchmesser18 bis 20 Zentimeter
GewichtMindestens 400 Gramm
Farbezur freien Auswahl, seit 1997 sind auch die Farben Gold und Silber erlaubt; Bälle mit großen figurativen Zeichnungen werden nicht akzeptiert; es sind nur geometrische Zeichnungen erlaubt
Handhabungder Ball ist das einzige Handgerät, bei dem kein Griff erlaubt ist; das bedeutet, dass eine gefühlvolle Beziehung zwischen dem Körper und dem Gerät erforderlich ist; der Ball bewegt sich dabei in perfekter Harmonie mit dem Körper, spektakuläre Würfe mit kontrollierten und genauen Fängen sind dynamische Elemente

## Band

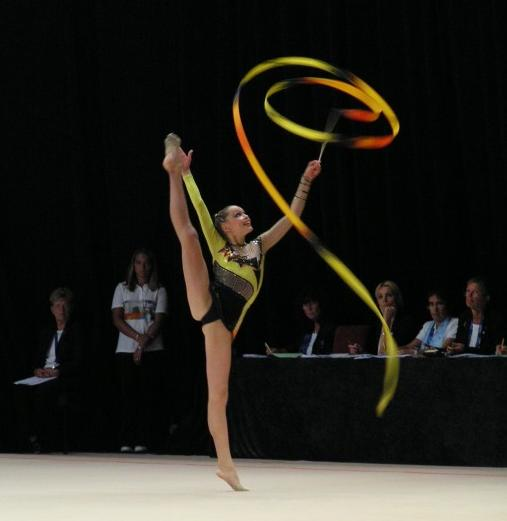
Übung mit dem Band

MaterialSatin oder andere, ähnliche Materialien; nicht gestärkt
Breitevier bis sechs Zentimeter
Längemindestens sechs Meter; dieser Teil muss aus einem einzigen Stück bestehen, das Ende, mit welchem das Band am Stab befestigt wird, kann auf einer Länge von maximal einem Meter verdoppelt werden; am oberen Ende kann eine sehr dünne Verstärkung von maximal fünf Zentimetern zwischen die beiden Bandteile geschoben werden
Gewichtmindestens 35 Gramm, ohne Stab und Befestigung
Farbezur freien Auswahl; seit 1997 sind auch die Farben Gold und Silber erlaubt

### Stab
MaterialHolz, Kunststoff oder Glasfaser
Durchmessermaximal ein Zentimeter an der dicksten Stelle
Länge50 bis 60 Zentimeter, inklusive Befestigungsring
Formzylindrisch, konisch oder eine Kombination der beiden Formen; das untere Ende kann auf einer Länge von maximal zehn Zentimetern mit einem Klebeband oder einem rutschfesten Material umwickelt werden
Farbezur freien Auswahl; seit 1997 sind auch die Farben Gold und Silber erlaubt

### Befestigung
Materialjedes geeignete Material
Längeohne Befestigungsring am oberen Ende des Stabes maximal sieben Zentimeter
Handhabungdas Band ist lang und leicht und kann in alle Richtungen geworfen werden; sein Sinn ist die Zeichnung von Figuren im Raum, seine Flüge durch die Luft schaffen Bilder und Formen jeder Art;  viele verschieden große Figuren werden in veränderlichen Rhythmen ausgeführt: Schlangen, Spiralen und Würfe sind wesentlich für den Flug des Bandes

## Keulen

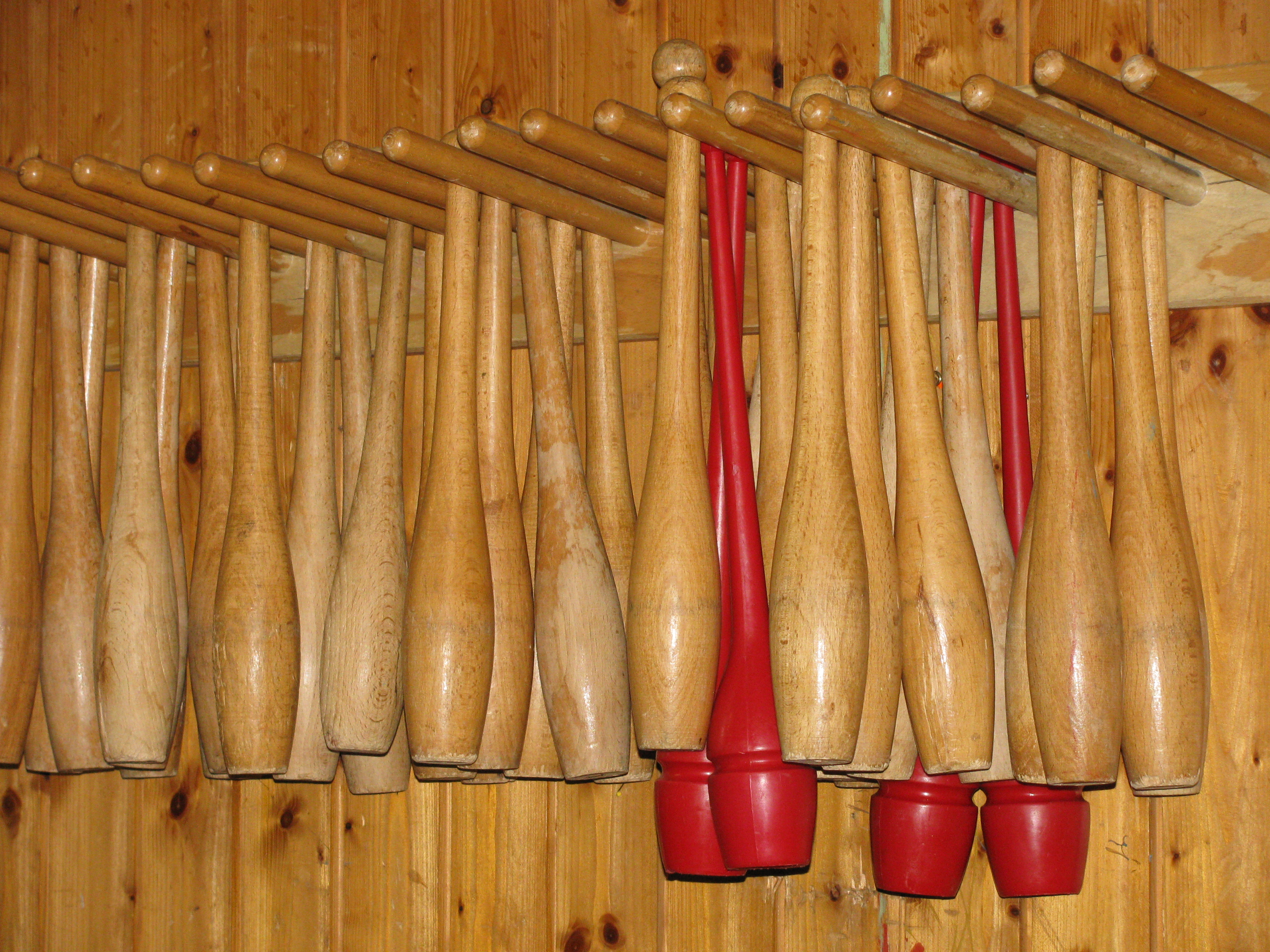
Holz- und Kunststoffkeulen

MaterialHolz oder Kunststoff
Länge40 bis 50 Zentimeter
Gewicht150 Gramm
Durchmesser des Keulenkopfesmaximal drei Zentimeter
Formflaschenähnlich, bestehend aus den drei Teilen „Körper“ (bauchiger Teil), „Hals“ (schlanker Teil) und „Kopf“ (kugelförmiger Teil; dieser kann durch eine Verbreiterung des äußersten Halsendes ersetzt werden); die drei Teile können, unter der Bedingung, dass der Durchmesser des Kopfes nicht mehr als drei Zentimeter beträgt, mit einem Klebeband oder einem rutschfesten Material umwickelt werden
Farbenaturfarben oder gefärbt (ganz oder teilweise) mit einer oder mehreren Farben; die Keulen können verschiedenfarbig sein; seit 1997 sind die Farben Gold und Silber erlaubt
Handhabungdie Gymnastin verwendet die Keulen, um Mühlen, Rollen, Drehungen, Würfe und so viele asymmetrische Figuren wie möglich, kombiniert mit den vielen Figuren der Gymnastik ohne Handgerät, auszuführen; Keulen passen besonders zu beidhändigen Gymnastinnen.

## Reifen

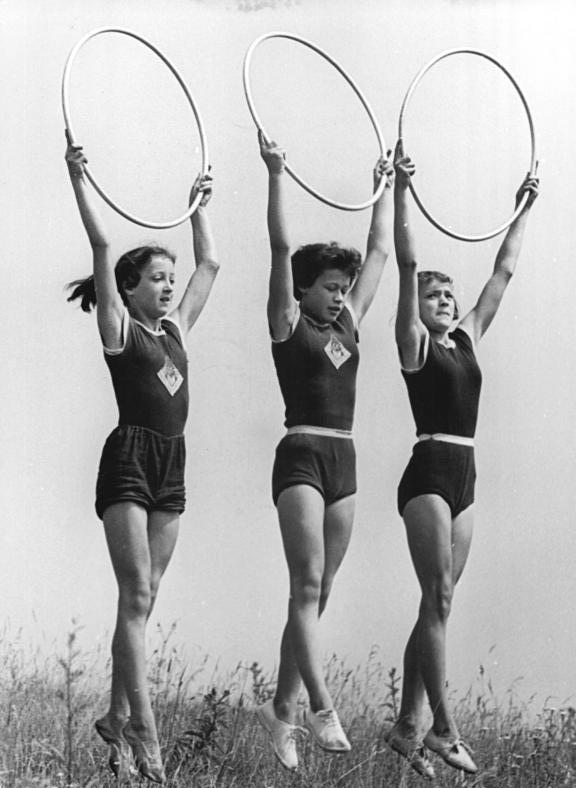
Gymnastinnen mit Reifen

MaterialHolz oder Kunststoff (unter der Bedingung, dass sich das Material während der Bewegung nicht verformt)
Durchmesser80 bis 90 Zentimeter Innendurchmesser
GewichtMindestens 300 Gramm
Formrund; der Reifen kann glatt oder aufgeraut sein und ganz oder teilweise mit einem gleich- oder andersfarbigen Klebeband umwickelt werden
Farbenaturfarben oder gefärbt (ganz oder teilweise) mit einer oder mehreren Farben, seit 1997 sind auch die Farben Gold und Silber erlaubt
Handhabungder Reifen definiert einen Raum; dieser wird hauptsächlich von der Gymnastin eingenommen, die sich innerhalb des geformten Kreises bewegt; den Reifen zu handhaben erfordert häufige Griffänderungen und in der Hauptsache eine gute Koordination der Bewegung, die Form des Reifens bevorzugt Rollen, Passagen, Rotationen und andere Spiele

## Seil

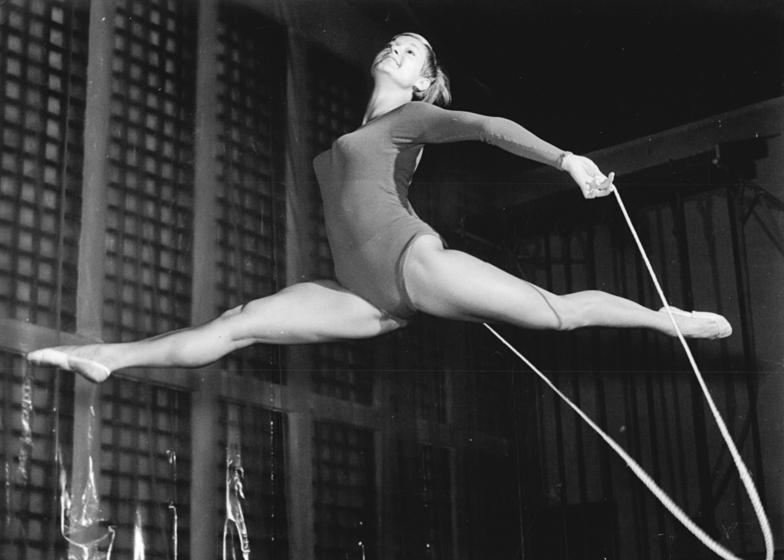
Spagatsprung durch das Seil

MaterialHanf, Baumwolle oder synthetisches Material (unter der Bedingung, dass dieses Material die gleiche Leichtigkeit und Beweglichkeit besitzt wie Hanfseile)
Längeproportional zur Größe der Gymnastin
Endenkeine Griffe, sondern nur ein oder zwei Knoten an jedem Ende
Formgleichbleibender Durchmesser oder gegen den Mittelteil dicker werdend (unter der Bedingung, dass die Verdickung aus dem gleichen Material besteht wie das Seil)
Farbenaturfarben oder gefärbt (ganz oder teilweise), seit 1997 sind auch die Farben Gold und Silber erlaubt
Handhabungdie technischen Figuren können entweder mit dem straffen oder losen Seil, mit einer oder beiden Händen, mit oder ohne Handwechsel ausgeführt werden; die Beziehung zwischen dem Gerät und der Gymnastin ist explosiver als bei den anderen Geräten, das Seil erscheint oft als ein schlangenähnlicher Angreifer, der die Gymnastin ergreift und umwickelt, aber Weichheit und Agilität, gepaart mit Eleganz, setzen sich am Ende immer durch